# Willmar
Willmar är administrativ huvudort i Kandiyohi County i Minnesota. Willmar hade 19 610 invånare enligt 2010 års folkräkning.